# Молокановка
Молока́новка (каз. Молоканов) — село у складі Костанайського району Костанайської області Казахстану. Входить до складу Октябрського сільського округу.
Населення — 457 осіб (2021; 462 у 2009, 469 у 1999, 462 у 1989).